# KTSスーパーニュース
『KTSスーパーニュース』（ケーティーエススーパーニュース、ラテン文字表記：KTS Super NEWS）は、1998年3月30日から2015年3月29日まで鹿児島テレビが生放送されていた鹿児島県向けのローカルワイドニュース番組である。ハイビジョン制作（ハイビジョン放送は地上デジタル放送のみで実施）。

## 概要
- フジテレビ発の『FNNニュース555 ザ・ヒューマン』が1年で終了したのに伴い、前番組『FNN KTSニュース ザ・ヒューマン』も同タイトルでの放送を終了。替わって本番組がスタートした。

- ニュース中の映像テロップ（現場・日付等の表示）は、独自フォーマットとスーパーニュース用のテロップを使い分けていた。

- その後、平日版のみが2006年4月3日放送分をもって『スーパーニュースイマジン』と改題・大幅リニューアルし、16:54開始の2部構成になったが、このタイトルは結局1年しか使わず、2007年4月2日に『KTSスーパーニュース』へと戻した。タイトルを戻してからは16:55開始になり、フジテレビ発の全国ニュースの第1部をフルネットするようになった。

- これにより、鹿児島読売テレビを除く鹿児島の民放テレビ3局（KTS・南日本放送・鹿児島放送）は、月曜 - 金曜には東京発の全国ニュースを17時台からネットするようになった。なお、2012年4月2日からは鹿児島読売テレビも『KYT news every.』の枠を大幅に拡大し、県内の民放局全てが同じ体制を取るようになった。

- そして、番組改編に伴い2015年3月30日から「みんなのニュース」の鹿児島県内ローカルパートとして平日版のみ「みんなのニュース かごしま」及び週末版は「KTS みんなのニュース Weekend」という番組タイトルで放送スタートした。

## 出演者

### 平日版

#### キャスター
- 坪内一樹（KTSアナウンサー） - メインキャスター。
- 井上彩香（KTSアナウンサー） - サブキャスター。

#### 天気予報担当
- 新井雅則（気象予報士）
- 渡司陵太（気象予報士、2014年度のみ不定期出演。）

#### スーパースポーツ（月曜日）担当
- 古井千佳夫（元KTSアナウンサー）
- 奥平邦彦（元KTSアナウンサー、2004年 - 2008年まで担当）
- 大泉彩乃（元KTSアナウンサー、2007年 - 2009年まで担当）
- 上片平健（KTSアナウンサー、2013年 - 終了時点まで）

#### 大隅フラッシュ（金曜日）担当
- 春山たかよ（KTSタレント、2004年度から出演。）

#### 途中降板した出演者
| 期間      | 期間      | 男性         | 女性                  |
| --------- | --------- | ------------ | --------------------- |
| 1998.3.30 | 1999.3.31 | 山本慎一     | 中村朋美              |
| 1999.4.1  | 2001.9.28 | 山本慎一     | 坂口果津奈            |
| 2001.10.1 | 2005.3.31 | 山本慎一     | 坂口果津奈 中村朋美   |
| 2005.4.1  | 2006.3.31 | 山本慎一     | 坂口果津奈 戸越亜希子 |
| 2006.4.3  | 2007.3.30 | （放送なし） | （放送なし）          |
| 2007.4.2  | 2008.3.31 | 山本慎一     | 坂口果津奈            |
| 2008.4.1  | 2011.3.25 | 山本慎一     | 下松小百合            |
| 2011.3.28 | 2012.3.30 | 坪内一樹     | 中西真貴              |
| 2012.4.2  | 2014.3.28 | 坪内一樹     | 石神愛子              |
| 2014.3.31 | 2015.3.27 | 坪内一樹     | 井上彩香              |

山本と中村はKTSニュース ザ・ヒューマンから続役。
フィールドキャスター
- 崎島誠
- 青木隆子
- 佐藤陽子

### 週末版
週末版のキャスターは、原則KTSの全アナウンサーがシフト勤務制で務めていた。
- 山本慎一
- 古井千佳夫
- 上片平健
- 小鍛治宏将
- 上枝一樹
- 庄村奈津美
- 山上真実

## 放送時間
| 期間      | 期間      | 放送時間（JST）        | 放送時間（JST）       | 放送時間（JST）       |
| 期間      | 期間      | 月曜日 - 金曜日        | 土曜日                | 日曜日                |
| --------- | --------- | ---------------------- | --------------------- | --------------------- |
| 1998.3.30 | 2000.4.2  | 17:55 - 19:00（65分）  | 18:00 - 18:30（30分） | 17:30 - 18:00（30分） |
| 2000.4.3  | 2000.10.1 | 17:54 - 19:00（66分）  | 18:00 - 18:30（30分） | 17:30 - 18:00（30分） |
| 2000.10.2 | 2001.4.1  | 17:54 - 19:00（66分）  | 18:00 - 18:30（30分） | 17:30 - 17:56（26分） |
| 2001.4.2  | 2006.4.2  | 17:54 - 19:00（66分）  | 17:30 - 18:00（30分） | 17:30 - 17:56（26分） |
| 2006.4.8  | 2007.4.1  | （放送無し）           | 17:30 - 18:00（30分） | 17:30 - 17:56（26分） |
| 2007.4.2  | 2007.9.30 | 16:55 - 19:00（125分） | 17:30 - 18:00（30分） | 17:30 - 17:56（26分） |
| 2007.10.1 | 2009.5.31 | 16:53 - 19:00（127分） | 17:30 - 18:00（30分） | 17:30 - 17:56（26分） |
| 2009.6.1  | 2012.4.1  | 16:53 - 18:56（123分） | 17:30 - 18:00（30分） | 17:30 - 17:56（26分） |
| 2012.4.2  | 2015.3.29 | 16:50 - 18:56（126分） | 17:30 - 18:00（30分） | 17:30 - 17:56（26分） |

## コーナー
スーパースポーツ
県内のスポーツ情報を伝える。月曜日に放送。
大隅フラッシュ
KTS鹿屋支局から春山たかよが大隅の情報を伝える。金曜日に放送。
雲のカタチ
珍しい雲の形や景色を特集するコーナー。天気コーナー内で放送。2008年10月1日スタート。2013年4月1日からは曜日を問わない不定期放送へと移行した。
おしえテンキ!
身近な天気の疑問を募集し、それらの解説を行うコーナー。天気コーナー内で放送。2012年4月2日スタート。基本的に本コーナー開始以降は上記「雲のカタチ」と週交替で行われていたが、2013年4月1日からは曜日を問わない不定期放送へと移行した。
NEWS深掘り
2013年4月5日から不定期に実施、終了時期。

## 出来事
- 平成5年8月豪雨（通称8・6水害）から20年を迎えた2013年8月6日には、直前の時間帯に放送の『ゆうテレ』とともに防災に関する話題と報道、そして被災地のその後について伝えた。

- 本来はフジテレビ発の全国ニュースをネットする17時台をこの報道に当てたため、この日は17時台フルネットになった2006年以降では数少ない休止例となった。他に、2014年までテレビ西日本の九州・沖縄地方ブロックネット特番『FNN九州・沖縄スーパーニュース年末スペシャル』（番組自体は2005年から開始）を16時台から17時台にかけて放送した年も17時台非ネットになった。